# 阮福洪伾
阮福洪伾（越南语：／，1835年2月12日—1863年4月19日），越南阮朝绍治帝第七子，生母才人阮氏芳。
明命十六年正月十五日（1835年2月12日），阮福洪伾在順化皇城出生。年少好學。嗣德三年（1850年）正月，受封為英山郡公（越南语：／）。嗣德十六年三月初二日（1863年4月19日），阮福洪伾去世，壽二十九歲，嗣德帝追贈其為永國公（越南语：／），諡良敏。葬於承天府香水縣安舊總安舊社。咸宜元年（1885年）秋，入祀親勳祠。

## 家庭
嗣德四年（1851年）閏八月，阮福洪伾獲賜片字部，用來為後代起名。但他生前沒有留下子女。啟定七年（1922年），過繼嘉興王阮福洪休之孙、阮福膺衑之子阮福寶御为孙，改名阮福寶𤗶。